# Diga dell'Esaro
Con il termine Diga dell'Esaro vengono comunemente definiti i due grandi sbarramenti progettati per incanalare e sfruttare le acque del fiume Esaro che si suddividono in Diga dell'Alto Esaro e Diga del Basso Esaro.

## Diga dell'Alto Esaro
La Diga dell'Alto Esaro, in località "Cameli" a Sant'Agata di Esaro è stata progettata negli anni '70 dai Consorzio di Bonifica della Piana di Sibari e Media Valle del Crati, con un supporto finanziario della ex Cassa del Mezzogiorno. Nel 1974 viene inserita tra le azioni strategiche per lo sviluppo della Calabria e cinque anni dopo, nel 1979, venne approvato il progetto definitivo che la avrebbe portata ad essere la diga tra le più grandi d'Europa con i suoi 120 milioni di metri cubi d'acqua. Dopo un dissesto sulla spalla sinistra della diga avvenuto l'anno precedente nel 1988 i lavori vennero però sospesi per nuove ispezioni. Da allora la diga è conosciuta come l' "eterna incompiuta" nonostante nel 2018 la Regione Calabria e la So.Ri.Cal. abbiano stanziato nuovi fondi per un aggiornamento del progetto.

## Diga del Basso Esaro
La Diga del Basso Esaro si trova a Roggiano Gravina in un perimetro che compre più di una località "Larderia - Setto Avena - Castiglione". Situata tutta nel comune  di Roggiano Gravina è nata per sopperire alle carenze idriche della Piana di Sibari, dallo sbarramento è stato ricavato un piccolo lago, di circa 2.70 km² il Lago dell'Esaro.